# La obsesión (película de 1962)
La obsesión (1962) es una película estadounidense de terror producida por American International Pictures y dirigida por Roger Corman. Está protagonizada por Ray Milland, Hazel Court, Alan Napier, Heather Angel y Richard Ney. El guion es de Charles Beaumont y Ray Russell, basado en el cuento El entierro prematuro escrito por Edgar Allan Poe. Fue la tercera de las ocho adaptaciones de obras de Poe dirigidas por Corman para American International.

## Sinopsis
Ubicada en los años 1830 o 1840 de la oscura época victoriana, sigue a Guy Carrell, un aristócrata británico obsesionado con el miedo a la muerte y aún más obsesionado con el temor de ser enterrado vivo. A pesar de que su prometida Emily dice que no tiene nada que temer y acepta casarse con él, una vez le confiesa que cree haber heredado la catalepsia de su padre, sigue pensando que será enterrado vivo. Así engañado, busca la ayuda de algunas personas, incluyendo a su hermana, pero todavía sigue poseído por el temor a la muerte y la sensación de que alguien cercano le quiere muerto.

## Reparto
- Ray Milland - Guy Carrell
- Heather Angel - Kate Carrell, la hermana de Guy
- Hazel Court - Emily Gault, la mujer de Guy
- Alan Napier - Dr. Gideon Gault
- Richard Ney - Miles Archer
- John Dierkes - Sweeney
- Dick Miller - Mole
- Clive Halliday -Judson
- Brendan Dillon - El clérigo

## Producción
Roger Corman hizo varias adaptaciones exitosas de obras de Edgar Allan Poe (1809-1849) para American International Pictures las cuales protagonizó el famoso y notable estrella del terror y del suspense de los años 50 y 60, Vincent Price. 
Decidió realizar su propia adaptación de Poe financiándose a través de Pathe Lab. Quería a Price pero AIP lo tenía en contrato exclusivo, así que contrató en su lugar a Ray Milland. En el primer día de rodaje, James Nicholson y Sam Arkoff de AIP aparecieron anunciando a Corman que estaba trabajando para ellos, ya que amenazaron a Pathe con la pérdida de su negocio si no rodaban la película en el seno de AIP.
Francis Ford Coppola trabajó en la película como director de diálogos.

## Otras películas
La obsesión es la tercera de las ocho adaptaciones de cuentos de Edgar Allan Poe dirigidas por Roger Corman entre 1960 y 1964. Las otras fueron:
1. La caída de la casa Usher (1960)
2. Pit and the Pendulum (1961)
3. Tales of Terror (1962)
4. El cuervo (1963)
5. The Haunted Palace (1963)
6. The Masque of the Red Death (1964)
7. La tumba de Ligeia (1964)